# Ibbi-Sin
Ibbi-Sin (sumero: 𒀭𒄿𒉈𒀭𒂗𒍪, Di-bi₂-Dsuen; fl. XXI secolo a.C.) è stato l'ultimo re della terza dinastia di Ur, sovrano di Sumer e Akkad.
Figlio di Shu-Sin, regnò fra il 2028 e il 2004 a.C. Come suo padre, dovette fronteggiare i tentativi di invasione di vari popoli nomadi: gli Amorrei in primo luogo ma anche i Gutei e i Sua.
Durante il suo regno l'impero di Ur si disgrega, come si può dedurre dal progressivo abbandono da parte delle città dell'impero del sistema di datazione basato sul suo regno, abbandono che possiamo seguire nel corso di pochi anni da est verso ovest. Verso il settimo anno Ur non controllava più che le sue immediate vicinanze. Ciononostante, nell'anno 17 del regno è riportata una vittoria sugli Amorrei.
Sembra che oltre a cause esterne agissero anche fattori interni di disgregazione. Sappiamo del funzionario Ishbi-Erra che, inviato a Isin per rifornire Ur di derrate alimentari, tenta prima di ricattare il suo sovrano per ottenere la nomina a governatore di Isin e Nippur, e poi guida la rivolta di varie città contro Ur, alleandosi con gli Elamiti.
Nel ventiquattresimo anno del regno di Ibbi-Sin, gli Elamiti saccheggiarono Ur, ne assunsero il controllo e catturarono il re, che morì in prigionia.
Con la caduta di Ur termina la millenaria storia politica di Sumer. Dopo di allora la Mesopotamia non sarà mai più governata da popolazioni di lingua sumerica.
Il dolore per la caduta di Ur è espresso in due degli ultimi capolavori della letteratura sumera: la Lamentazione di Ur e la Lamentazione di Sumer e Akkad.
Alla caduta di Ur segue un periodo di disordine, in cui le città di Isin e Larsa tentarono senza successo di prendere il potere nella Mesopotamia centro-meridionale.